# Ariel Henry
Ariel Henry (Haiti, 6 de novembro de 1949) é um político e neurocirurgião haitiano. Atuou como primeiro-ministro do Haiti de 2021 até sua renúncia em 2024. Foi nomeado como próximo primeiro-ministro em 5 de julho de 2021. Dois dias depois ocorreu o assassinato do presidente Jovenel Moïse. Sua posse foi adiada e o primeiro-ministro Claude Joseph assumiu o governo interinamente com um conselho de ministros. Assumiu efetivamente o cargo em 20 de julho de 2021. Henry é filiado a Unidade Patriótica, partido de ideologia social-democrata e de espectro centro-esquerdista.
Henry viajou para a Guiana em 25 de fevereiro de 2024 e, dias depois, para o Quênia para assinar um acordo sobre o envio de mil policias quenianos para o Haiti. Quando tentou retornar ao Haiti, não conseguiu pousar em decorrência de ataques por gangues que fecharam o Aeroporto Internacional Toussaint Louverture, libertando mais de 4 mil presidiários. Henry está atualmente em Los Angeles e não pisou em solo haitiano desde então.
O Ministro das Finanças, Michel Patrick Boisvert, assumiu o cargo de primeiro-ministro interino em 25 de fevereiro de 2024. Em 11 de março, Henry concordou em renunciar ao cargo de líder do país, o que entraria em vigor quando o Conselho Presidencial de Transição (CPT) fosse formado, após uma reunião na Jamaica com líderes de estados caribenhos e com o Secretário de Estado dos Estados Unidos, Antony Blinken. Em 13 de março, alguns partidos políticos disseram que não participariam do acordo. O conselho foi formalizado em 12 de abril e empossados em 25 de abril.

## Educação
Henry serviu como residente em neurocirurgia com o professor Claude Gros na cidade francesa de Montpellier, de março de 1977 a dezembro de 1981. Estudou neurofisiologia e neuropatologia na faculdade de medicina da Universidade de Montpellier de 1981 a 1984, e apresentou sua tese de doutorado em janeiro de 1982. Ele também recebeu um certificado em realização de eletroencefalografia da Universidade de Montpellier em setembro de 1983. 
Ele prosseguiu estudos nos Estados Unidos. Em 1989, completou um Mestrado em Saúde Pública em saúde internacional pela Universidade de Loma Linda e realizou estudos de pós-doutorado em métodos de gestão de saúde internacional na Universidade de Boston, de fevereiro a maio de 1990. 